# 販促品
販促品（はんそくひん）とは、販売促進（セールスプロモーション）のため活用するプロモーションで、新商品などのキャンペーンで配布することにより、商品の認知度の向上や消費者の購入を促す効果を期待して配布されるもの。
企業名やブランド名が入った無料で配布するノベルティと、商品やサービスを購入あるいは購入見込の販売店（ディーラー）や消費者に景品として提供されるプレミアムとは区別される。